# Thorong La

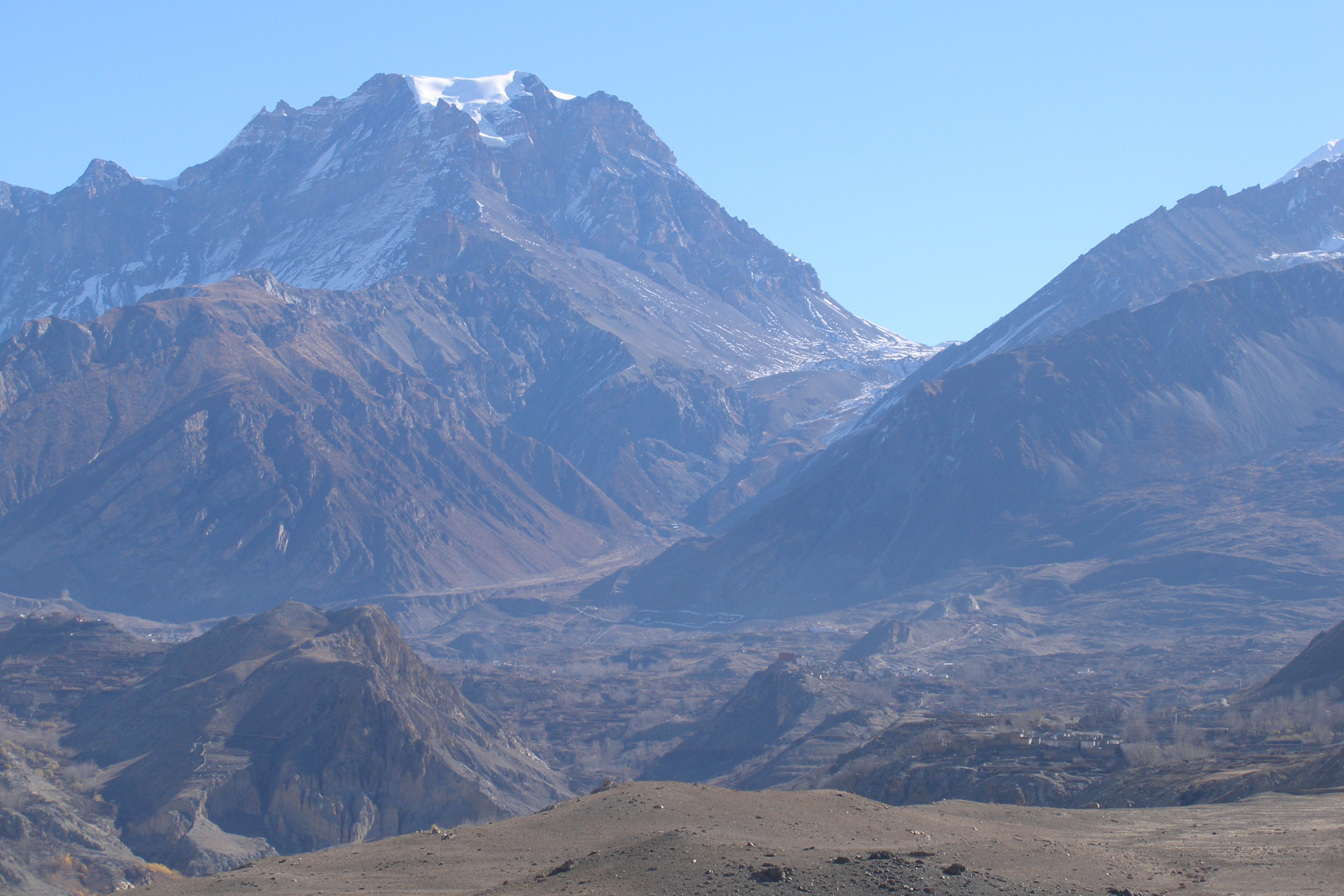
Puerto de Thorong La, en Nepal (5.416 m).

Thorong La (o Thorung La) es un paso de montaña que posee una altitud de 5.416 m sobre el nivel del mar, y que se sitúa en la cordillera del Himalaya nepalí. Une los pueblos de Manang, Muktinath y Ranipauwa. Se sitúa en el Área de Conservación del Annapurna.